# Numenius
Numenius – rodzaj ptaków z podrodziny kulików (Numeniinae) w obrębie rodziny bekasowatych (Scolopacidae).

## Zasięg występowania
Rodzaj obejmuje gatunki występujące w Afryce, Eurazji oraz Australii i Oceanii.

## Morfologia
Długość ciała 28–66 cm; rozpiętość skrzydeł 68–110 cm; masa ciała 118–1360 g; płcie podobne, lecz samice są większe i cięższe od samców. 

## Systematyka

### Etymologia
- Numenius: gr. νουμηνιος noumēnios „ptak” wspomniany przez Hezychiusza, tradycyjnie wiązany z kulikiem wielkim ze względu na jego dziób w kształcie półksiężyca, od νουμηνια noumēnia „nów”, od νεος neos „nowy”; μηνη mēnē, μηνης mēnēs „księżyc” (por. łac. numen, numinis „kiwając głową”, od nuere „kiwać, zgodzić się”)[11].
- Phaeopus: średniowiecznołac. phaeopus „kulik mniejszy”, od gr. φαιος phaios szary; πους pous, ποδος podos „stopa”[12]. Gatunek typowy: Scolopax phaeopus Linnaeus, 1758.
- Cracticornis: gr. κρακτικος kraktikos „głośny”, od κραζω krazō „krzyczeć”; ορνις ornis, ορνιθος ornithos „ptak”[13]. Gatunek typowy: Scolopax arquata Linnaeus, 1758.
- Arquata: średniowiecznołac. arquata „kulik”, od łac. arcuatus „w kształcie łuku”, od arcus „łuk”[14]. Gatunek typowy: Scolopax arquata Linnaeus, 1758
- Mesoscolopax: gr. μεσος mesos „środek, pośredni”; rodzaj Scolopax Linnaeus, 1758 (słonka)[15]. Gatunek typowy: Numenius minutus Gould, 1841.
- Zarapita: hiszp. nazwa Zarapita dla kulika[16]. Gatunek typowy: Numenius tenuirostris Vieillot, 1812.
- Palnumenius: gr. παλαιος palaios „stary, antyczny”; rodzaj Numenius Brisson, 1760[17]. Gatunek typowy: †Palnumenius victima Miller, 1942.
- Micronumenius: gr. μικρος mikros „mały”; rodzaj Numenius Brisson, 1760[18]. Gatunek typowy: Scolopax borealis J.R. Forster, 1772.

### Podział systematyczny
Do rodzaju należą następujące gatunki:
- Numenius minutus Gould, 1841 – kulik krótkodzioby
- Numenius tahitiensis (J.F. Gmelin, 1789) – kulik alaskański
- Numenius phaeopus (Linnaeus, 1758) – kulik mniejszy
- Numenius borealis (J.R. Forster, 1772) – kulik eskimoski
- Numenius americanus Bechstein, 1812 – kulik długodzioby
- Numenius madagascariensis (Linnaeus, 1766) – kulik syberyjski
- Numenius arquata (Linnaeus, 1758) – kulik wielki
- Numenius tenuirostris Vieillot, 1817 – kulik cienkodzioby